# Філ Боґґс
Філ Боґґс (англ. Phil Boggs, 29 грудня 1949 — 4 липня 1990) — американський стрибун у воду.
Олімпійський чемпіон 1976 року.
Чемпіон світу з водних видів спорту 1973, 1975, 1978 років.
Призер Панамериканських ігор 1975, 1979 років.